# USS Canonicus (1863)
USS Canonicus – amerykański jednowieżowy monitor typu Canonicus. Zbudowany w czasie wojny secesyjnej. Brał udział w blokadzie szlaków komunikacyjnych Konfederatów.

## Historia
Okręt został zwodowany w stoczni Harrisona Loringa w Bostonie 1 sierpnia 1863. Wszedł do służby 16 kwietnia 1864. Pierwszym dowódcą został komandor porucznik E. G. Parrott. W czerwcu i grudniu 1864 ostrzeliwał konfederackie baterie w rejonie rzeki James. Od 15 grudnia 1864 przez 4 tygodnie atakował konfederackie pozycje w Fort Fisher. Podczas tej akcji został trafiony przez artylerię wroga 40 razy. Wskutek ostrzału nikt nie zginął, dwa razy zniszczeniu uległa bandera okrętu.
Okręt został wycofany ze służby w Pensacoli w 1877. Okręt był prezentowany w 1907 na wystawie Jamestown Exposition jako ostatni ocalały monitor wojny secesyjnej. Okręt został sprzedany na złom 19 lutego 1908.